# X-Road
X-Road ist ein von der und zunächst für die Regierung von Estland in Zusammenarbeit mit estnischen Forschern, Programmierern und estnischen Firmen entwickeltes System aus Konzepten, Rechtsvorschriften, Verfahrensvorschriften, technischen Standards und Regeln, diverser Software, einer Vielzahl dezentraler Datenbanken und jeweils zugeordneten Sicherheitsservern, das dem leichten, schnellen und gegen unbefugte Zugriffe und unbefugte Datenveränderung sicheren Austausch von Daten von dezentralen Diensten über das Internet dient. Nicht nur der Austausch der Daten, auch die Daten selbst werden durch das System in hohem Maße gegen unbefugte Manipulation und Löschung geschützt.
Das System ermöglichte es Estland im Laufe weniger Jahre, praktisch alle staatlichen Register, Datenbestände und Akten, die der Gesetzgebung und Regierung, der Verwaltung und Rechtsprechung dienen, rein elektronisch zu erstellen, auf Datenbanken zu führen und sicher aufzubewahren und, soweit gesetzlich vorgesehen und genau in diesem Umfang, auch Daten auszutauschen. Über eine elektronische Identitätskarte mit Passwort für alle Bürger können diese über sie bei verschiedenen Stellen gespeicherte Daten jederzeit einsehen und, wenn sie möchten, 99 % aller Behördengeschäfte per Computer und Internet von zu Hause oder von unterwegs erledigen und tun dies auch in hohem Maße. Nur bei der Heirat, der Ehescheidung und bei Immobiliengeschäften wird noch die persönliche Anwesenheit gefordert.
Das System steht in Estland auch privaten Anbietern offen, die sich den Regularien unterwerfen. Die hohe Nutzung von elektronischen Signaturkarten für bequeme Behördengeschäfte, von einer Ummeldung bis zur Steuererklärung, kombiniert mit der hohen Sicherheit von X-Road hat auch dazu geführt, dass private Rechtsgeschäfte in weitem Umfang elektronisch abgewickelt werden. So wurden (2017) 99 % der Bankgeschäfte elektronisch abgewickelt. Die Summe der fast kompletten Digitalisierung von staatlicher Regierung, Gesetzgebung, Verwaltung und der weitgehenden Digitalisierung des Geschäftsverkehrs wird von Estland als e-Estonia bezeichnet und auch vermarktet. 2017 wurden in Estland 95 % der Einkommenssteuererklärungen elektronisch abgegeben, wofür der Steuerzahler nach Angaben Estlands nur zwischen 3 und 5 Minuten benötigt.
Estland als Promotor und estländische IT-Unternehmen als Dienstleister haben das X-Road-System, das in Estland auch mit zunächst nur drei Datenbanken gestartet ist, auch in andere Länder wie Aserbaidschan oder die Färöer vermittelt.
Mit Finnland ist Estland sogar eine Entwicklungspartnerschaft für X-Road eingegangen. Die beiden Staaten haben dafür das Nordic Institute for Interoperability Solutions (NIIS) gegründet.

## Software
Die für X-Road entwickelte Software mit Quellcode und umfassender Dokumentation hat Estland bei GitHub unter der freien MIT-Lizenz veröffentlicht.
X-Road verwendet folgende Sicherheitstechniken: XAdES, ASiC, Virtual Private Network, RSA, TSL, RFC3161, OCSP, Public-Key-Infrastruktur.
Die Software für die Sicherheitsserver, die immer zwischen die Datenbankanwendungen und das Internet eingeschaltet sind, kann für Regierungen kostenfrei bei Roksnet heruntergeladen werden.